# Élections municipales de 2020 à Nîmes
Pour un article plus général, voir Élections municipales de 2020 dans le Gard.
Le premier tour des élections municipales françaises de 2020 à Nîmes a lieu le 15 mars 2020. Le second tour, initialement prévu le 22 mars 2020, est d'abord reporté sine die en raison de la pandémie de maladie à coronavirus, puis fixé au 28 juin 2020.

## Mode de scrutin
Le mode de scrutin à Nîmes est celui des villes de plus de 1 000 habitants : la liste arrivée en tête obtient la moitié des 59 sièges du conseil municipal. Le reste est réparti à la proportionnelle entre toutes les listes ayant obtenu au moins 5 % des suffrages exprimés. Un deuxième tour est organisé si aucune liste n'atteint la majorité absolue et au moins 25 % des inscrits au premier tour. Seules les listes ayant obtenu aux moins 10 % des suffrages exprimés peuvent s'y présenter. Les listes ayant obtenu au moins 5 % des suffrages exprimés peuvent fusionner avec une liste présente au second tour.
- Maire sortant : Jean-Paul Fournier (LR)
- 59 sièges à pourvoir (population légale 2017 : 150 610 habitants)

## Contexte

### Contexte électoral
Depuis 2001 et la fin de la parenthèse Alain Clary, la droite dirige Nîmes. Le tandem Fournier-Lachaud a permis une gestion commune de l'agglomération et de la ville pendant près de 15 ans. Cependant depuis les relations entre le maire et le président de Nîmes Métropole se sont détériorées. Les deux hommes ont acté une division de la droite nîmoise pour les élections de mars 2020. C'est une division comme celle-ci qui avait permis la victoire du communiste Alain Clary en 1995 dans un contexte d'union de la gauche.
Jean-Paul Fournier a du s'absenter 6 mois de la mairie pour des problèmes cardiaques durant ce dernier mandat et certains de ses élus ont rejoint le Rassemblement national. Ses opposants de droite comme de gauche voient donc dans ces élections une opportunité historique d'en finir avec ces 20 ans de gestion de la mairie.

## Candidats

### Union de la gauche autour du Parti communiste français
Vincent Bouget, secrétaire fédéral du Parti communiste français dans le Gard et enseignant d'histoire-géographie, est en tête de la liste Nîmes, Citoyenne à Gauche. La liste compte aussi l'élue Ensemble ! Janie Arneguy, Génération.s, des anciens du Parti socialiste dont l'ancien député frondeur Patrice Prat, des membres du Parti radical de gauche et des non encartés issus des collectifs Nîmes nouvelle page et Assemblée locale nîmoise. Le 12 février un groupe de militants de La France insoumise publient une tribune dans la presse autour du conseiller municipale François Séguy et annoncent leur soutien à la liste de Vincent Bouget, Nîmes, citoyenne à gauche.

### Union de la gauche autour d'Europe Écologie Les Verts
Liste de Europe Écologie Les Verts, La France insoumise, du Parti socialiste et de Génération écologie,. Elle est conduite par Daniel Richard, ancien président de WWF et ex-patron des firmes Séphora, 3 Suisses ou Soleiado. Il a 75 ans. Sur sa liste « Nîmes, une ville nommée désir » figure une membre du Parti radical de gauche.

### La République en marche
Yvan Lachaud est tête de liste de La République en marche, du Mouvement démocrate et de l'Union des démocrates et indépendants. Il est président de la Communauté d'agglomération Nîmes Métropole et directeur de l'institut Emmanuel D'Alzon, plus gros complexe scolaire privé du département. Il a soutenu La Manif pour tous.
Liste menée par David Tebib, chef d’entreprise, président de l'USAM Nîmes Gard. Il n’a pas obtenu l’investiture de La République en marche malgré le fait que sa candidature ait été retenue par la commission nationale d'investiture. Le bureau exécutif de LREM lui a finalement préféré Yvan Lachaud. Sur sa liste figure Nicolas Cadène, encarté au Parti socialiste et rapporteur général de l'Observatoire de la laïcité pour le Premier ministre.

### Les Républicains
Jean-Paul Fournier, maire Les Républicains sortant, se représente pour un quatrième mandat.

### Debout la France
La liste Debout la France Jacques Armando. Faute du nombre requis de colistiers il se retire de la course.

### Rassemblement national
Yoann Gillet, directeur de cabinet du maire de Beaucaire, est candidat pour le Rassemblement national et La Droite populaire.

### Parti animaliste
Stéphane Gilli conduit la liste « Nîmes animaliste » du Parti animaliste, qui fait de la lutte contre la corrida l'un de ses principaux engagements.

### Citoyens de France
Michel Severan est candidat pour le parti Citoyens de France, qu'il présente comme issu du mouvement des Gilets jaunes. Il se retire de la course le 17 février faute de colistiers et d'argent pour mener la campagne.

## Second tour
Le second tour ayant été reporté pendant longtemps ainsi que le dépôt des listes initialement prévu pour le mardi 17 mars à 18h. La campagne va continuer sur la base des résultats du premier tour.
Au lendemain du premier tour, un constat est fait par la presse. Le maire sortant est ultra favori mais ne dispose que peu de réserve de voix ; il a cependant tendu la main à David Tebib. Daniel Richard, déçu par un résultat bien en deçà des attentes, est courtisé par Vincent Bouget et Yvan Lachaud ; cependant il avait déjà annoncé son intention de démissionner d'un poste de conseiller municipal s'il n'était pas élu maire. Yoann Gillet considère qu'au vu de l'abstention, il peut encore gagner le second tour ; il se maintient donc[réf. souhaitée].
Le samedi 30 mai, Yvan Lachaud et Daniel Richard scellent un accord en vue du second tour, ce dernier estimant que « c'est la seule chance de voir la ville apporter aux Nîmois et Nîmoises une réponse concrète face au changement climatique et à la crise mondiale ». Cet accord est largement dénoncé le soir-même par la plupart des partenaires de gauche de Daniel Richard qui lui retirent leur soutien. Leur communiqué commun, co-signé notamment par le Parti socialiste, La France Insoumise, Europe Écologie Les Verts et le Parti radical de gauche, qualifie cet accord de « trahison », demandant « comment un homme qui a défendu au premier tour un programme écologiste de gauche peut-il au second tour s'allier avec un homme politique de droite soutenu par En marche ? » et annonce que les partis signataires ne participeront pas à la fusion des listes. Le socialiste Jérôme Puech révèle notamment que Daniel Richard avait signé avec ses partenaires un accord stipulant qu'il n'y aurait aucun accord de second tour avec la droite ou La République en Marche et qualifie en conséquence son ancien allié de « menteur » et de « fossoyeur ». Par la suite, Europe Écologie Les Verts, le Parti Socialiste et La France Insoumise appelleront tous à voter pour Vincent Bouget et la liste Nîmes Citoyenne à Gauche,,, bien qu'ils leur soit désormais impossible de fusionner avec cette liste. À la suite de ces nouveaux soutiens, Vincent Bouget déclare sur Facebook que « le rassemblement des forces de gauche, écologistes et citoyennes finit par se réaliser... et c'est tant mieux ». Du côté de Yvan Lachaud, cet accord est également dénoncé par plusieurs de ses colistiers qui choisissent en conséquence de se retirer de la liste Nîmes en mieux !,.

## Sondages

### Premier tour
| Institut   | Date                  | Échantillon | PCF    | EELV-PS-LFI | LREM-UDI-Modem | LREM diss. | LR       | DLF     | RN     | PA    | CF      | Autres |
| Institut   | Date                  | Échantillon | Bouget | Richard     | Lachaud        | Tebib      | Fournier | Armando | Gillet | Gilli | Severan |        |
| ---------- | --------------------- | ----------- | ------ | ----------- | -------------- | ---------- | -------- | ------- | ------ | ----- | ------- | ------ |
| Institut   | Date                  | Échantillon |        |             |                |            |          |         |        |       |         |        |
| Ifop       | 21 au 26 février 2020 | 603         | 8      | 20          | 12             | 5          | 33       | 1       | 15     | 4     | –       | 2      |
| Ipsos      | 19 au 22 février 2020 | 602         | 7      | 18          | 15             | 4          | 33       | 1       | 20     | 2     | –       | –      |
| Ipsos      | 14 au 18 janvier 2020 | 603         | 7      | 20          | 15             | 5          | 34       | –       | 19     | –     | –       | –      |
| OpinionWay | 9 au 11 janvier 2020  | 754         | 7      | 21          | 15             | 4          | 32       | 1       | 18     | 2     | <1      | –      |

N.B. :
- en gras sur fond coloré : le candidat arrivé en tête du sondage ;
- en gras sur fond blanc le candidat arrivé en deuxième position du sondage.

### Second tour
| Institut   | Date                  | Échantillon | EELV-PS-LFI | LREM-UDI-Modem | LR       | RN     |
| Institut   | Date                  | Échantillon | Richard     | Lachaud        | Fournier | Gillet |
| ---------- | --------------------- | ----------- | ----------- | -------------- | -------- | ------ |
| Institut   | Date                  | Échantillon |             |                |          |        |
| Ifop       | 21 au 26 février 2020 | 603         | 28          | 15             | 41       | 16     |
| Ifop       | 21 au 26 février 2020 | 603         | 33          | —              | 48       | 19     |
| OpinionWay | 9 au 11 janvier 2020  | 754         | 25          | 16             | 35       | 24     |
| OpinionWay | 9 au 11 janvier 2020  | 754         | 32          | —              | 44       | 24     |

N.B. :
- en gras sur fond coloré : le candidat arrivé en tête du sondage ;
- en gras sur fond blanc le candidat arrivé en deuxième position du sondage.

### Controverse autour des sondages
La liste Nîmes, citoyenne à gauche dénonce par un communiqué de presse l'organisation du troisième sondage, elle conteste l'étiquette qui lui est attribuée (PCF) et s'interroge sur l'objectivité de ce sondage.

## Résultats
| composition du conseil municipal de Nîmes après les élections municipales de 2020 |                          |                                              |              |              |             |             |        |        |
| Tête de liste                                                                     | Tête de liste            | Liste                                        | Premier tour | Premier tour | Second tour | Second tour | Sièges | Sièges |
| Tête de liste                                                                     | Tête de liste            | Liste                                        | Voix         | %            | Voix        | %           | CM     | NM     |
|                                                                                   | Jean-Paul Fournier       | LR                                           | 9 626        | 34,35        | 11 703      | 41,96       | 42     | 37     |
| Choisissons Nîmes                                                                 |                          |                                              | 9 626        | 34,35        | 11 703      | 41,96       | 42     | 37     |
|                                                                                   | Vincent Bouget           | PCF - G.s - E! - LFI diss. - PS - EELV - PRG | 4 395        | 15,68        | 7 384       | 26,47       | 8      | 7      |
| Nîmes citoyenne à gauche                                                          |                          |                                              | 4 395        | 15,68        | 7 384       | 26,47       | 8      | 7      |
|                                                                                   | Yvan Lachaud             | LC - LREM - MoDem - UDI                      | 4 410        | 15,73        | 5 195       | 18,62       | 5      | 5      |
| Nîmes en mieux !                                                                  |                          |                                              | 4 410        | 15,73        | 5 195       | 18,62       | 5      | 5      |
|                                                                                   | Daniel Richard           | EELV - PS - LFI - PRG puis SE                | 3 417        | 12,19        | 5 195       | 18,62       | 5      | 5      |
| Nîmes, une ville nommée désir Daniel Richard L'écologie pour tous                 |                          |                                              | 3 417        | 12,19        | 5 195       | 18,62       | 5      | 5      |
|                                                                                   | Yoann Gillet             | RN - LDP                                     | 4 019        | 14,34        | 3 605       | 12,92       | 4      | 3      |
| Le courage d'agir !                                                               |                          |                                              | 4 019        | 14,34        | 3 605       | 12,92       | 4      | 3      |
|                                                                                   | David Tebib              | LREM diss. - PS diss.                        | 1 511        | 5,39         |             |             | 0      | 0      |
| Nîmes ensemble                                                                    |                          |                                              | 1 511        | 5,39         |             |             | 0      | 0      |
|                                                                                   | Stéphane Gilli           | PA                                           | 644          | 2,29         | 0           | 0           |        |        |
| À Nîmes ma liste c'est le Parti animaliste                                        |                          |                                              | 644          | 2,29         | 0           | 0           |        |        |
|                                                                                   |                          |                                              |              |              |             |             |        |        |
| Votes valides                                                                     | Votes valides            | Votes valides                                | 28 022       | 97,93        | 27 887      | 97,59       |        |        |
| Votes blancs                                                                      | Votes blancs             | Votes blancs                                 | 267          | 0,93         | 377         | 1,32        |        |        |
| Votes nuls                                                                        | Votes nuls               | Votes nuls                                   | 324          | 1,13         | 312         | 1,09        |        |        |
| Total                                                                             | Total                    | Total                                        | 28 610       | 100          | 28 576      | 100         | 59     | 52     |
| Abstention                                                                        | Abstention               | Abstention                                   | 59 642       | 67,58        | 59 803      | 67,67       |        |        |
| Inscrits / participation                                                          | Inscrits / participation | Inscrits / participation                     | 88 252       | 32,42        | 88 379      | 32,33       |        |        |

### Assemblée municipale élue
|                                      |       |       |      |                          |                          |
| Maire de Nîmes                       |       |       |      |                          |                          |
| Jean-Paul Fournier (LR)              |       |       |      |                          |                          |
| Parti                                | Sigle | Sigle | Élus | Groupe                   | Président                |
| Majorité (41 sièges)                 |       |       |      |                          |                          |
| Les Républicains                     |       | LR    | 26   | Majorité municipale      | Julien Plantier (LR)     |
| Divers droite                        |       | DVD   | 14   | Majorité municipale      | Julien Plantier (LR)     |
| Divers centre                        |       | DVC   | 1    | Majorité municipale      | Julien Plantier (LR)     |
| Opposition (18 sièges)               |       |       |      |                          |                          |
| Parti communiste français            |       | PCF   | 3    | Nîmes citoyenne à gauche | Vincent Bouget (PCF)     |
| Divers gauche                        |       | DVG   | 2    | Nîmes citoyenne à gauche | Vincent Bouget (PCF)     |
| La France insoumise                  |       | LFI   | 1    | Nîmes citoyenne à gauche | Vincent Bouget (PCF)     |
| Parti socialiste                     |       | PS    | 1    | Nîmes citoyenne à gauche | Vincent Bouget (PCF)     |
| Génération.s                         |       | G·s   | 1    | Nîmes citoyenne à gauche | Vincent Bouget (PCF)     |
| La République en marche              |       | LREM  | 1    | Les progressistes        | Valérie Rouvenand (LREM) |
| Horizons                             |       | HOR   | 1    | Les progressistes        | Valérie Rouvenand (LREM) |
| Mouvement démocrate                  |       | MoDem | 1    | Les progressistes        | Valérie Rouvenand (LREM) |
| Parti radical de gauche              |       | PRG   | 1    | Les progressistes        | Valérie Rouvenand (LREM) |
| Rassemblement national               |       | RN    | 4    | Rassemblement national   | Yoann Gillet (RN)        |
| Union des démocrates et indépendants |       | UDI   | 1    | Non-inscrits             | Non-inscrits             |
| Reconquête                           |       | REC   | 1    | Non-inscrits             | Non-inscrits             |